# Prescott, Wisconsin
Prescott là một thành phố thuộc quận Pierce, tiểu bang Wisconsin, Hoa Kỳ. Năm 2000, dân số của thành phố này là 3764 người.